# Заполатовский сельсовет
Заполатовский сельсовет — муниципальное образование со статусом сельского поселения в Мучкапском районе Тамбовской области.
Административный центр — деревня Андриановка.

## История
В соответствии с Законом Тамбовской области от 17 сентября 2004 года № 232-З установлены границы муниципального образования и статус сельсовета как сельского поселения.

## Население
| 2010 | 2012 | 2013 | 2014 | 2015 | 2016 | 2017 |
| ---- | ---- | ---- | ---- | ---- | ---- | ---- |
| 1026 | ↘996 | ↘967 | ↘927 | ↘913 | ↘903 | ↘868 |
| 2018 | 2019 | 2020 | 2021 |      |      |      |
| ↘854 | ↘848 | ↘824 | ↘658 |      |      |      |

## Состав сельского поселения
| № | Населённый пункт | Тип населённого пункта          | Население |
| - | ---------------- | ------------------------------- | --------- |
| 1 | Александровка    | деревня                         | 0         |
| 2 | Андреевка        | деревня                         | 50        |
| 3 | Андриановка      | деревня, административный центр | 497       |
| 4 | Заполатово       | село                            | 200       |
| 5 | Земетчено        | посёлок                         | 37        |
| 6 | Лисицыно         | посёлок                         | 25        |
| 7 | Новосельцы       | посёлок                         | 204       |
| 8 | Плишкино         | деревня                         | 13        |

### Упразднённые населённые пункты
Посёлок ЦИК СССР.